# Unternehmensbibliothek
Eine Unternehmensbibliothek ist die von einem Unternehmen unterhaltene Bibliothek, die in der Regel nur unternehmensinternen Zwecken, der Beschaffung der für die Mitarbeiter erforderlichen Literatur, dient und öffentlich nicht zugänglich ist.
Unternehmensbibliotheken sind meist als One-Person-Library organisiert, also nur mit einem Bibliothekar ausgestattet.

## Von der Werksbücherei zur Fachbibliothek
Kaum mehr vertreten ist die früher beliebte Form der Werk(s)bücherei, die neben den wissenschaftlich ausgerichteten Fachbibliotheken den Lektüreinteressen der Beschäftigten diente (und manchmal auch die Funktionen einer öffentlichen Bibliothek wahrnahm). In ihnen konnten Beschäftigte belletristische Werke und Sachbücher in Art einer Leihbibliothek ausleihen. Nach 1945 war der ehemalige Arbeiterbibliothekar Fritz Hüser, der später das Fritz-Hüser-Institut für Literatur und Kultur der Arbeitswelt gründete, ein Förderer der Werks-, Betriebs- und Schachtbüchereien. Er wollte sie zu Bildungseinrichtungen für die Arbeiterschaft entwickeln. Solchen kulturellen Aufgaben stellen sich selbst Großunternehmen kaum mehr. Zum 1. April 2005 wurde beispielsweise die traditionsreiche Werksbibliothek von Bayer in Leverkusen (mit zuletzt 13 Mitarbeitern) geschlossen. Die öffentlich zugängliche Kekulé-Bibliothek wurde am 1. September 1901 als dritte Werksbücherei in Deutschland eröffnet, der wissenschaftliche Teil ist weiterhin im Bayer-Werk vorhanden, aber nur unternehmensintern zugänglich.
Am 9. August 2005 meldete der Zürcher Oberländer, dass immer mehr deutsche Unternehmen die belletristischen Teile ihrer Unternehmensbibliotheken an Öffentliche Bibliotheken abgeben würden. So erhielt die Gemeindebibliothek von Blankenfelde-Mahlow südlich von Berlin von der Degussa 13.500 Bücher, Videos und Sprachkurse, welche die Bücher ihrerseits teilweise ihren Benutzern verschenkte.

## Historisches

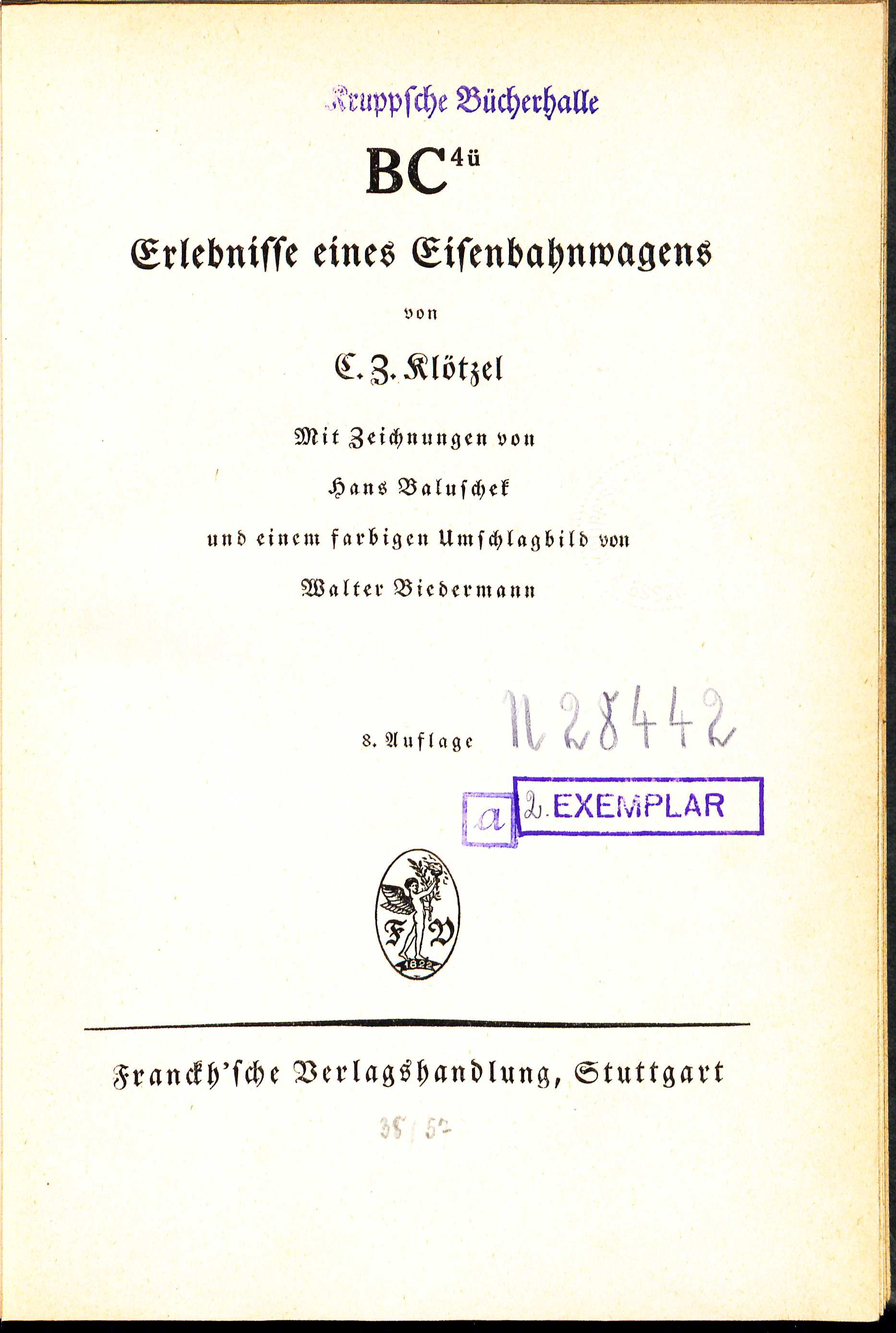
C. Z. Klötzel: BC^{4ü}. Erlebnisse eines Eisenbahnwagens (1929)

1899 hatte Friedrich Alfred Krupp die Kruppsche Bücherhalle als Werksbücherei begründet.
Eine heute noch bestehende Werkbücherei unterhält die Merck KGaA, Darmstadt. Sie wurde 1908 zum 25-jährigen Unternehmensjubiläum von Emanuel Merck den Mitarbeitern und Pensionären „zur Unterhaltung und Belehrung“ übergeben (derzeit über 3.100 Leser).
Eine bibliotheksfachliche Diplomarbeit zum Werkbüchereiwesen des Ruhrkohlebergbaus konnte ermitteln, dass Werkbüchereien 30 bis 50 Prozent der Belegschaft als Leser gewinnen konnten.
Von 1936 bis 1942 erschien eine eigene Zeitschrift, „Die Werkbücherei“. Mitteilungsblatt der Reichsarbeitsgemeinschaft Deutscher Werkbüchereien in der Reichsschrifttumskammer.

## Urheberrechtliches
Mit Werkbüchereien und Unternehmensbibliotheken haben sich wiederholt auch Urheberrechtler befasst, wenn es um die Frage ging, ob solche Bibliotheken die den öffentlich zugänglichen Einrichtungen gewährten Privilegien ebenfalls genießen dürfen. Der Bundesgerichtshof war in der Entscheidung „Werkbücherei“ 1972 (BGHZ 58, 270) der Ansicht, Werkbüchereien dienten „mittelbar dem Erwerbsinteresse des Unternehmens“, da sie dazu beitragen sollten, „den Arbeitsfrieden und die Arbeitsfreude zu fördern“. Gleichzeitig wurde aber ein deutlicher Unterschied zu gewerblichen Mietbibliotheken gesehen und der Wille des Gesetzgebers erkannt, Werkbüchereien von Urhebervergütungen freizustellen.

## Kooperation und Öffentlichkeitsarbeit
Die Sektion 8 des Deutschen Bibliotheksverbands läuft nach wie vor unter der Bezeichnung „Werkbibliotheken, Patientenbibliotheken und Gefangenenbüchereien“, wobei allerdings keine Werkbücherei mehr als Mitglied geführt wird.
In Deutschland gibt es keine eigene Arbeitsgemeinschaft für Unternehmensbibliotheken. Unternehmensbibliothekare sind meist über die Kommission für One-Person Librarians beim Berufsverband Information Bibliothek vernetzt.
Unternehmensbibliotheken präsentieren sich bislang so gut wie ausschließlich im unternehmensinternen Intranet. Große Unternehmen wie die Siemens AG unterhalten dort sogar eigene Virtuelle Bibliotheken.

## Software
BIBIS und NOS sind Softwareprodukte zur Bibliotheksverwaltung, die hauptsächlich von Unternehmensbibliotheken eingesetzt werden. Librario ist eine weitere Lösung zur Literatur- und Bibliotheksverwaltung für Unternehmen, die online als Service angeboten wird.